# Engelbert III d'Ístria
Engelbert III d'Ístria i II de Carniola (mort el 6 d'octubre de 1173), fou un marcgravi de la casa francona renana de Sponheim; va ser marcgrave d'Istria i de Carniola del 1124 al 1173. Va succeir al seu pare Engelbert de Caríntia que li va cedir les dues marques per anar a governar el ducat de Caríntia que havia heretat del seu germà Ulric.
Era el segon fill del marcgravi Engelbert II i la seva primera esposa Uta de Passau. Quan el seu pare va succeir al seu germà Enric com duc de Caríntia (1124), Engelbert III va rebre els títols de marques d'Istria i Carniola mentre el seu germà heretaria Caríntia. No obstant això, va estar poc per les dues marques i va governar principalment els estats dels Sponheim a Baviera, al voltant de Kraiburg, procedents de la seva mare Uta de Passau.
El 1135 l'emperador Lotari II o III, conegut com de Supplimburg el va enviar a un sínode a Pisa a Itàlia, amb la finalitat de donar suport al papa Innocenci II contra l'antipapa Anaclet II. Al seu torn, Engelbert va ser investit amb la Marca Imperial de Toscana, però va exercir molt breument i va ser succeït pel duc güelf Enric X de Baviera ja el 1137. Engelbert va assistir a la Dieta Imperial de Ratisbona el 1156, on va ser testimoni de la concessió per l'emperador Frederic Barba-roja del Minus Privilegium, elevant la Marca d'Àustria a ducat.
El 1140 Engelbert s'havia casat amb Matilde, la filla menor del comte Berenguer I de Sulzbach. Així era cunyat de Gertrudis de Sulzbach, consort del rei Conrad III d'Alemanya, i de Berta de Sulzbach, que amb el nom d'Irene fou l'esposa de l'emperador romà d'Orient Manuel I Comnè. Matilde va morir a finals de 1165, i el matrimoni no va tenir fills. El títol de marquès o marcgravi d'Ístria va passar als comtes bavaresos d'Andechs (Bertold III d'Andechs, I d'Ístria).